# サン＝シルク＝ラポピ

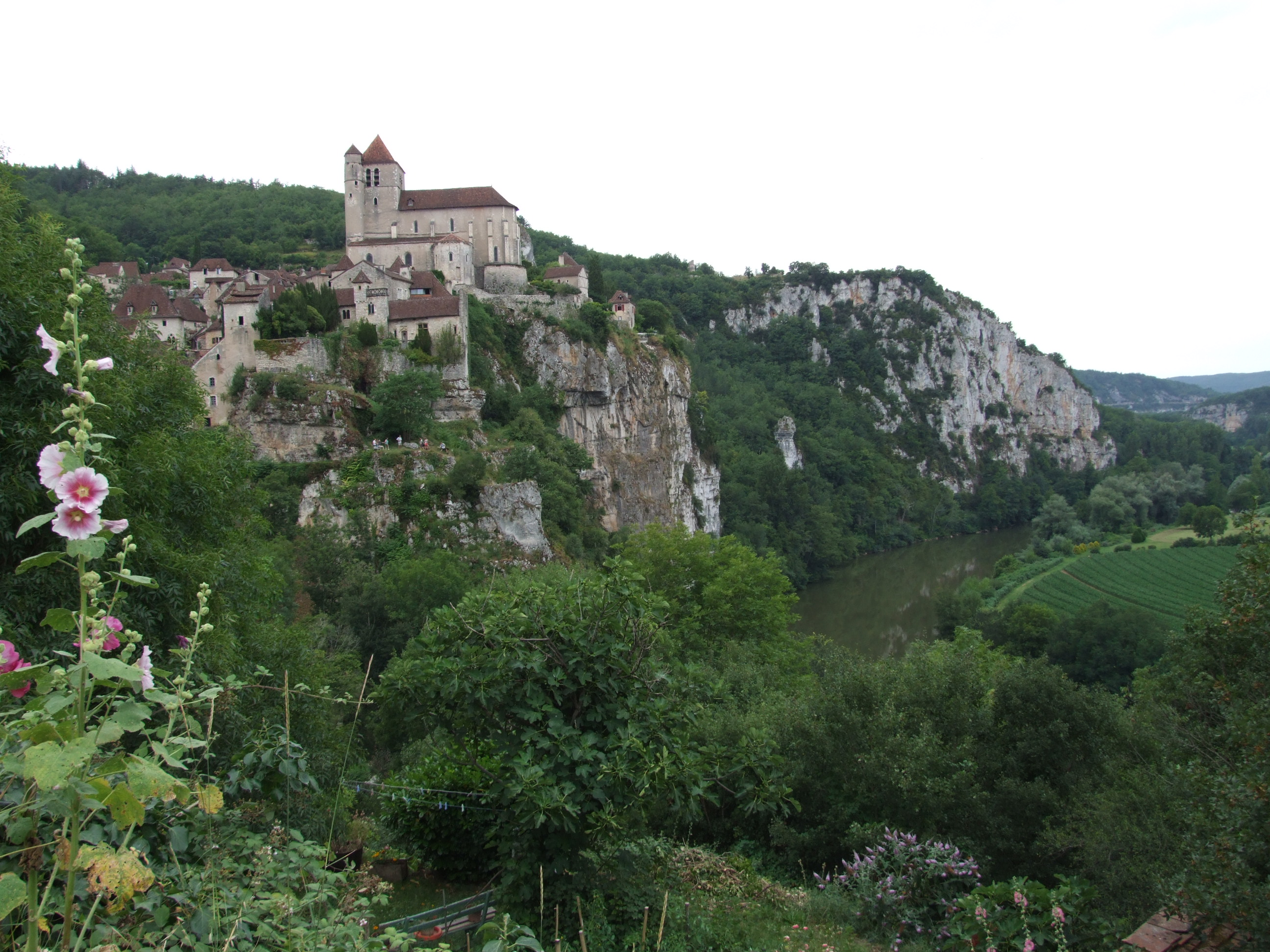
ロット川を見下ろすサン＝シルク＝ラポピ

サン＝シルク＝ラポピ（フランス語: Saint-Cirq-Lapopie、発音：[sɛ̃ siʁk lapɔpi]；オック語：Sent Circ de la Pòpia）は、フランス南西部のオクシタニー地域圏ロット県にあるコミューンで、 フランスの最も美しい村連合の成員である。

## 概要
川（ロット川）から 100 メートル上の険しい崖の上に位置し、もともとは防衛のために選ばれたこの町は、この県で最も人気のある観光地の 1 つとなり、町全体がほぼ博物館のような存在となっている。ポスト印象派の画家アンリ・マルタンによって「発見」された後、他の芸術家たちにも人気を博し、作家アンドレ・ブルトンもここに居を定めた。

## サンティアゴ・デ・コンポステーラの巡礼路
サン＝シルク＝ラポピーは、フランスのサンティアゴ・デ・コンポステーラの巡礼路」の沿いに位置している。カーブルレから来た巡礼者は、この地を通過し、その後カオールへ進み、遂にはサンティアゴ・デ・コンポステーラ大聖堂へ達っする。